# Pomnik Josepha von Eichendorffa w Raciborzu
Pomnik Josepha von Eichendorffa w Raciborzu – położony niedaleko skrzyżowania ulic Młyńskiej i Mickiewicza w Raciborzu (przed Galerią Młyńską, na dawnym placu Zborowym) pomnik znanego niemieckiego poety epoki romantyzmu związanego z ziemią raciborską, Josepha von Eichendorffa. Obecny pomnik, odsłonięty w 1994 r. jest repliką oryginału odsłoniętego w 1909 r. i zaginionego po II wojnie światowej.

## Joseph von Eichendorff

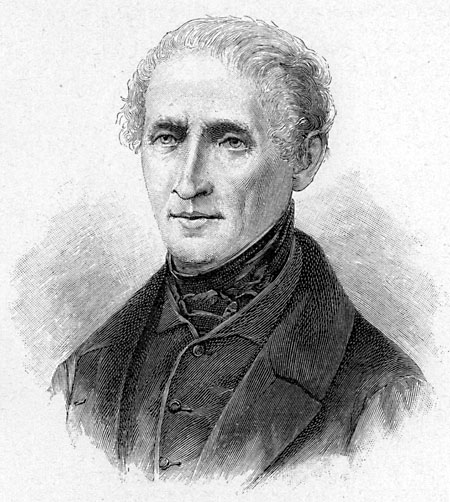
Joseph von Eichendorff

Joseph von Eichendorff (ur. 10 marca 1788 r. w Łubowicach koło Raciborza, zm. 26 listopada 1857 r. w Nysie) był jednym z najwybitniejszych przedstawicieli niemieckiego romantyzmu. Poeta pozostawił po sobie 608 wierszy, 3 poematy epickie, 9 sztuk teatralnych, 13 nowel i opowiadań oraz jedną powieść. Utwory Eichendorffa charakteryzują się także opisami przyrody, zapamiętanej z beztroskiego dzieciństwa przeżytego na ziemi raciborskiej, które zresztą odbiło się mocno na jego twórczości, w której często nawiązywał do swojej małej ojczyzny. Względy polityczne (dążenie do zacierania wszelkich śladów niemieckiej kultury i przeszłości Śląska) sprawiły, że po II wojnie światowej Eichendorff był długo przemilczany w rodzinnych stronach, dopiero w dwusetną rocznicę urodzin 10 marca 1988 r. powoli zaczęło się to zmieniać. Podczas mszy świętej w Łubowicach modlono się za poetę, a przed ruiną jego rodzinnego pałacu recytowano wiersze autorstwa Eichendorffa. Wieczór ten uchodzi za moment przebudzenia się „kultu” Eichendorffa. Jednym z jego przejawów było właśnie przywrócenie w 1994 r. opisywanego pomnika, a dni wokół rocznicy 4 września, kiedy to dokładnie nastąpił akt odsłonięcia pomnika, obchodzone są corocznie w Raciborzu jako „Dni Eichendorffa”.

## Historia
Inicjatywa wybudowania pomnika Eichendorffowi wyszła z Towarzystwa Śpiewaczego „Liedertafel”, które postanowiło w ten sposób uhonorować 75. rocznicę swego istnienia oraz 50. rocznicę śmierci poety, przypadającą w 1907 r. O środki na realizację celu zwrócono się do około 9000 stowarzyszeń śpiewaczych w całych Niemczech, z których na apel odpowiedziało ok. 800. Zebrano łączną kwotę 8000 marek, brakujące 4000 pokryto z kasy miejskiej oraz dzięki dotacji rządu prowincji śląskiej.
Lokalizacja pomnika budziła na początku spory. Towarzystwo uważało, że miejscem godnym jego eksponowania jest plac Zborowy, przed nieistniejącym już dziś budynkiem starostwa, przy ówczesnej ulicy Dworcowej (dziś ul. Mickiewicza). Władze miejskie proponowały natomiast plac przed zakładem św. Notburgi (dzisiejszy plac Jagiełły), uważając, że miejsce wskazane przez komitet byłoby dobrą lokalizacją dla jakiegoś innego, wzniosłego monumentu o charakterze państwowym. Władze wraz z ówczesnym nadburmistrzem Augustem Bernertem początkowo stanowczo oponowały przeciwko projektowi ustawienia pomnika Eichendorffa przed starostwem; w końcu towarzystwo uciekło się do szantażu, grożąc, że jeśli miasto nie zgodzi się na podaną lokalizację, pomnik wybuduje w którymś z innych miast, z którymi związany był poeta. Ostatecznie miasto zgodziło się na warunki stawiane przez komitet i można było przystąpić do realizacji projektu. Wykonanie wizerunku poety powierzono pochodzącemu z Ostroga profesorowi berlińskiej Akademii Sztuk Pięknych, Johannesowi Boesemu.

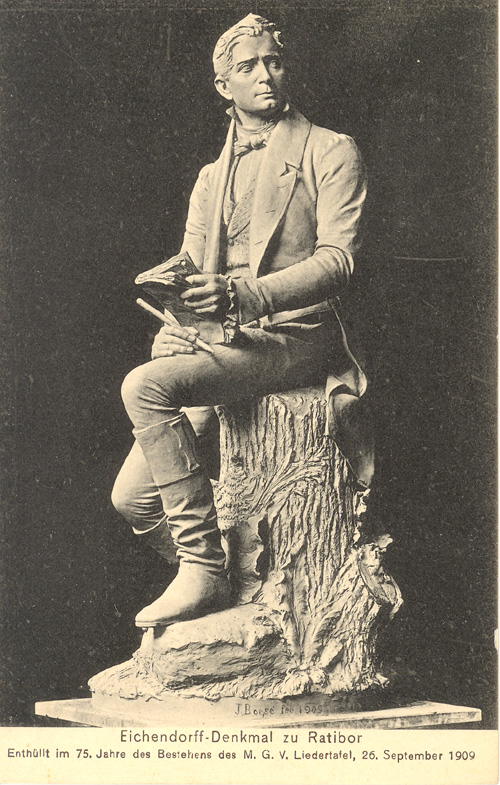
Pocztówka z fotografią pomnika z 1909 r.

Odsłonięcie nastąpiło w niedzielę 26 września 1909 r. Dzień wcześniej odbyła się z tej okazji uroczysta akademia w nowej raciborskiej sali koncertowej „Tivoli”. W dniu odsłonięcia uroczystości rozpoczęły się od porannego koncertu, po czym o godz. 13.30 z Polko-Platz (dziś plac Wolności) wyruszył pochód, w którym uczestniczyły chóry, cechy rzemieślnicze, gildie kupieckie, bractwa kurkowe, ok. 400 dzieci szkolnych i dwie orkiestry. Uczestnicy marszu przeszli ulicą Długą, rynkiem, ulicą Nową, Drzymały i Mickiewicza, pod gmach starostwa. Po wygłoszeniu przemówień w obecności tysięcy mieszkańców odsłonięto pomnik, a nadburmistrz oficjalnie przejął go pod opiekę miasta.
W 1945 r. po wkroczeniu do Raciborza Armii Czerwonej oryginalny pomnik został zdjęty z cokołu i ślad po nim zaginął. Sam cokół przetrwał jeszcze wiele lat, a w końcu i on zaginął. Pod koniec XX wieku podjęto działania mające na celu odnalezienie pomnika, lecz zakończyły się one niepowodzeniem. W końcu Rada Miejska, na wniosek radnych mniejszości niemieckiej, podjęła uchwałę o ponownym usytuowaniu pomnika. Realizacji tego podjął się zarząd Towarzystwa Społeczno-Kulturalnego Niemców Województwa Śląskiego. Pierwsze posiedzenie odbyło się w kwietniu 1993 r. Sporządzenie modelu pomnika powierzono Georgowi Lattonowi, rzeźbiarzowi z Krzanowic. Odlew pomnika wykonały Gliwickie Zakłady Urządzeń Technicznych. W międzyczasie odnaleziono fragmenty zaginionego cokołu.
4 września 1994 r. nastąpiło uroczyste odsłonięcie odbudowanego pomnika, który stanął na swym dawnym miejscu. Ceremonię poprzedziła koncelebrowana, dwujęzyczna msza święta w kościele farnym. Po jej zakończeniu uczestnicy udali się pod pomnik. Uroczystość, która zgromadziła sporą liczbę uczestników, uświetnił występ chórów oraz przemówienia urzędników samorządowych i zaproszonych gości. Symbolicznego przecięcia dwóch wstęg – w barwach flag Polski i Niemiec – dokonali ówczesny prezydent miasta Andrzej Markowiak oraz książę raciborski Franciszek I Albrecht von Ratibor.

## Charakterystyka

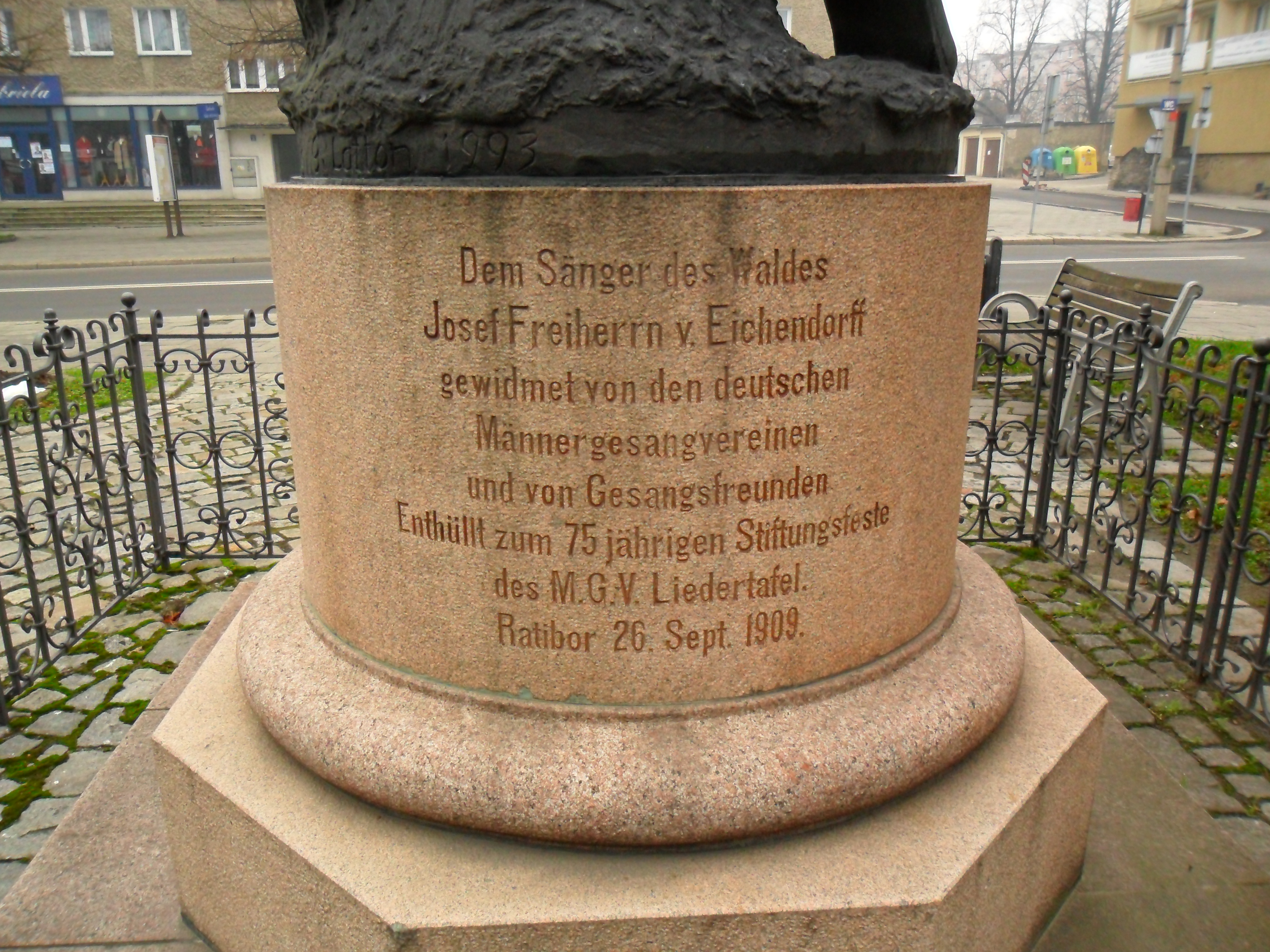
Napis na tylnej stronie cokołu

Pomnik przedstawia poetę siedzącego na dębowym pniu (jest to nawiązanie do nazwiska poety – Eiche po niemiecku znaczy „dąb”), trzymającego w lewej ręce zamknięty zeszyt, w prawej zaś ołówek. Został odlany z brązu w Gliwickich Zakładach Urządzeń Technicznych. Jest wysoki na 245 cm, ponadto osadzony na cokole z czerwonego granitu, otoczony niewielkim metalowym ogrodzeniem. Łącznie z cokołem mierzy 410 cm. Na cokole (który również jest kopią oryginału) mieści się napis: Josef Freiherr v. Eichendorff 1788-1857 (niem.: „Baron Josef von Eichendorff 1788–1857”), a na tylnej stronie zamieszczono dedykację: Dem Sänger des Waldes Josef von Eichendorff gewidmet von den deutschen Männergesangvereinen und von Gesangsfreunden. Enthüllt zum 75-jährigen Stiftungsfeste des M.G.V. Liedertafel Ratibor, 26. Sept. 1909 („Piewcy lasu Josefowi von Eichendorffowi, wzniesiony przez niemieckie męskie towarzystwa śpiewacze i przez przyjaciół pieśni. Odsłonięto z okazji 75-lecia założenia Męskiego Towarzystwa Śpiewaczego „Liedertafel”. Racibórz, 26 września 1909 r.”). Z boku, u podstawy rzeźby widoczny jest napis: J. Boese 1909 Kopie G. Latton 1993.
Monument położony jest w ścisłym centrum Raciborza, niedaleko skrzyżowania ulic Młyńskiej i Mickiewicza, na dawnym placu Zborowym, mniej więcej w połowie drogi z dworca PKP na rynek. Tuż za pomnikiem stoi otwarta w 2008 r. Galeria Młyńska.
Pomnik ten nie jest jedynym tego rodzaju przedsięwzięciem. Monumenty niemieckiego romantyka znajdują się jeszcze m.in. w Brzeziu, Königswinter, Dębowcu, Nysie, Rudach czy w parku Szczytnickim we Wrocławiu (pozostał tylko cokół). Liczne są także tablice pamiątkowe, a wiele ulic i szkół nosi jego imię, nie wspominając już o pamiątkowych znaczkach i monecie upamiętniających poetę. W Łubowicach znajduje się izba pamięci poety.